# Heinrich Kraus von Elislago
Heinrich Wilhelm Peter rytíř Kraus von Elislago (uváděn též jako Krauss-Elislago) (2. května 1862 Praha – 30. července 1932 Lilienfeld) byl rakousko-uherský generál. Jako absolvent vojenské akademie sloužil v c. k. armádě od roku 1883, působil jako štábní důstojník u různých jednotek a na generálním štábu. Několik let byl pobočníkem a ředitelem vojenské kanceláře následníka trůnu Františka Ferdinanda (1898–1902), uplatnil se také jako vojenský diplomat v Bulharsku (1903–1905). V roce 1913 dosáhl hodnosti polního podmaršála a jako divizní velitel byl na začátku první světové války povolán na východní frontu. Jako vojevůdce projevil v Haliči fatální nerozhodnost a již na podzim 1914 byl z bojiště odvolán a odeslán do penze. V soukromí později žil v Dolním Rakousku.

## Životopis
Pocházel z rodiny povýšené v roce 1782 do šlechtického stavu, byl synem vojenského komisaře Wilhelma Krausse. Studoval na Tereziánské vojenské akademii ve Vídeňském Novém Městě a do armády vstoupil v roce 1883 jako poručík k pěšímu pluku č. 14 v Linzi. Později si doplnil vzdělání na Válečné škole (K.u.k. Kriegsschule) ve Vídni a v hodnosti nadporučíka (1888) byl zařazen do sboru důstojníků generálního štábu. Sloužil v Miskolci, v letech 1890–1892 působil na 5. oddělení ministerstva války a v letech 1892–1897 u operační kanceláře generálního štábu. Mezitím postupoval v hodnostech (kapitán 1891, major 1897). V roce 1897 se stal šéfem štábu 13. pěší divize ve Vídni a následně byl jmenován křídelním pobočníkem (Flügeladjutant) následníka trůnu Františka Ferdinanda (1898–1902). Vedl následníkovu vojenskou kancelář a v roce 1900 byl povýšen na podplukovníka. Kvůli neshodám byl ale v roce 1902 odvolán a přeložen jako velitel praporu k 17. pěšímu pluku v Klagenfurtu.
V letech 1903–1905 působil jako vojenský attaché v Sofii a v roce 1904 dosáhl hodnosti plukovníka. Po návratu do Vídně byl v letech 1905–1910 šéfem operační kanceláře generálního štábu. V roce 1910 byl povýšen do hodnosti generálmajora a převzal velení 55. pěší brigády v Terstu. Poté přešel k c. k. zeměbraně a v hodnosti polního podmaršála (1913) se stal velitelem 22. zeměbranecké pěší divize ve Štýrském Hradci. S touto jednotkou byl na začátku první světové války zařazen do 3. armády na východní frontě. Zúčastnil se bitvy o Halič, počínal si ale nerozhodně a již 1. října 1914 byl odeslán do penze.
V roce 1894 se oženil s Valerií von Lindheim (1873), dcerou bankéře a politika Alfreda von Lindheim. Z manželství se narodily čtyři dcery. Po první světové válce žila rodina na zámku Berghof v Lilienfeldu.

## Tituly a ocenění
Od narození užíval šlechtický titul rytíře, který byl rodině udělen v roce 1845. Během vojenské služby získal několik vyznamenání, vzhledem k několikaleté funkci pobočníka následníka trůnu a službě v diplomacii byl oceněn i v zahraničí.

### Rakousko-Uhersko
- Vojenský záslužný kříž III. třídy (1896)
- Jubilejní pamětní medaile (1898)
- Řád železné koruny III. třídy (1902)
- rytířský kříž Leopoldova řádu (1908)
- Vojenský jubilejní kříž (1908)
- Řád železné koruny II. třídy (1910)

### Zahraničí
- Řád červené orlice II. třídy (Německo)
- komandér Řádu meče (Švédsko)
- velkodůstojník Královského řádu za vojenské zásluhy (Bulharsko)
- Řád Osmanie II. třídy (Osmanská říše)
- Řád lva a slunce II. třídy (Persie)
- Řád bílého slona IV. třídy (Siam)